# 2603 Taylor
2603 Taylor eller 1982 DW1 är en asteroid i huvudbältet som upptäcktes den 30 januari 1982 av den amerikanske astronomen Edward L.G. Bowell vid Anderson Mesa Station. Den är uppkallad efter den brittiske astronomen Gordon E. Taylor.
Asteroiden har en diameter på ungefär 18 kilometer.